# Derambila livens
Derambila livens là một loài bướm đêm trong họ Geometridae.